# Bè

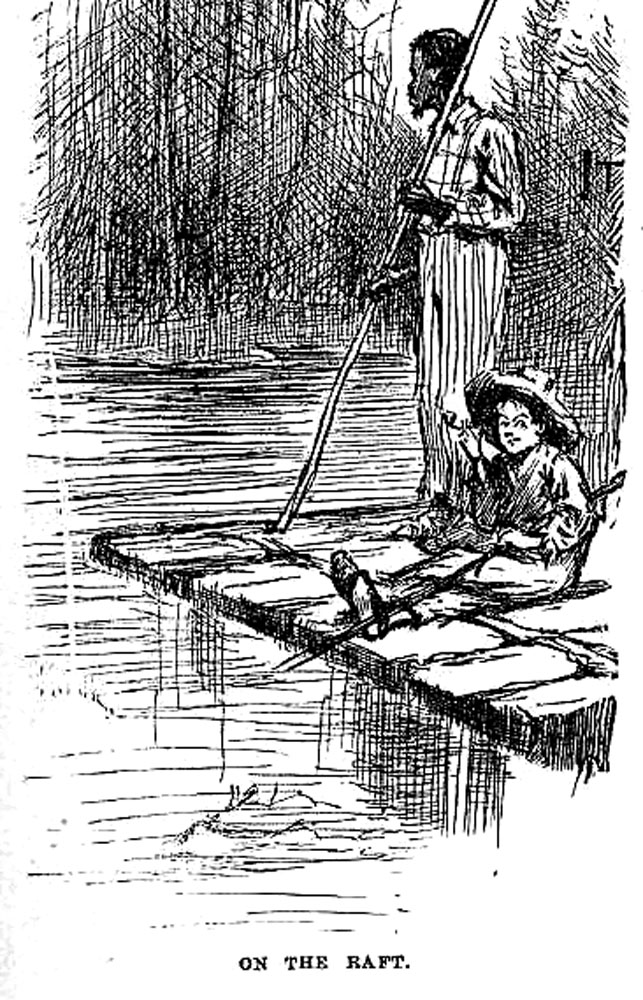
Một chiếc bè truyền thống, lấy từ tiểu thuyết Những cuộc phiêu lưu của Huckleberry Finn.

Bè là một cấu trúc phẳng phục vụ cho việc chuyên chở và vận chuyển trên mặt nước. Nó là phương tiện vận chuyển giao thông đường thủy có cấu trúc đơn giản nhất với điểm đặc trưng là hoàn toàn không có thân như các loại tàu thuyền khác. Thông thường, bè được giữ cho nổi trên mặt nước nhờ những vật liệu có khả năng nổi như gỗ, thùng tôn nô bịt kín, hoặc các túi, khoang bơm đầy hơi (ví dụ phao) và thường không chạy bằng động cơ - mặc dù có một số ít loại bè mang những đặc điểm khác với thông thường.

## Bè do con người chế tạo

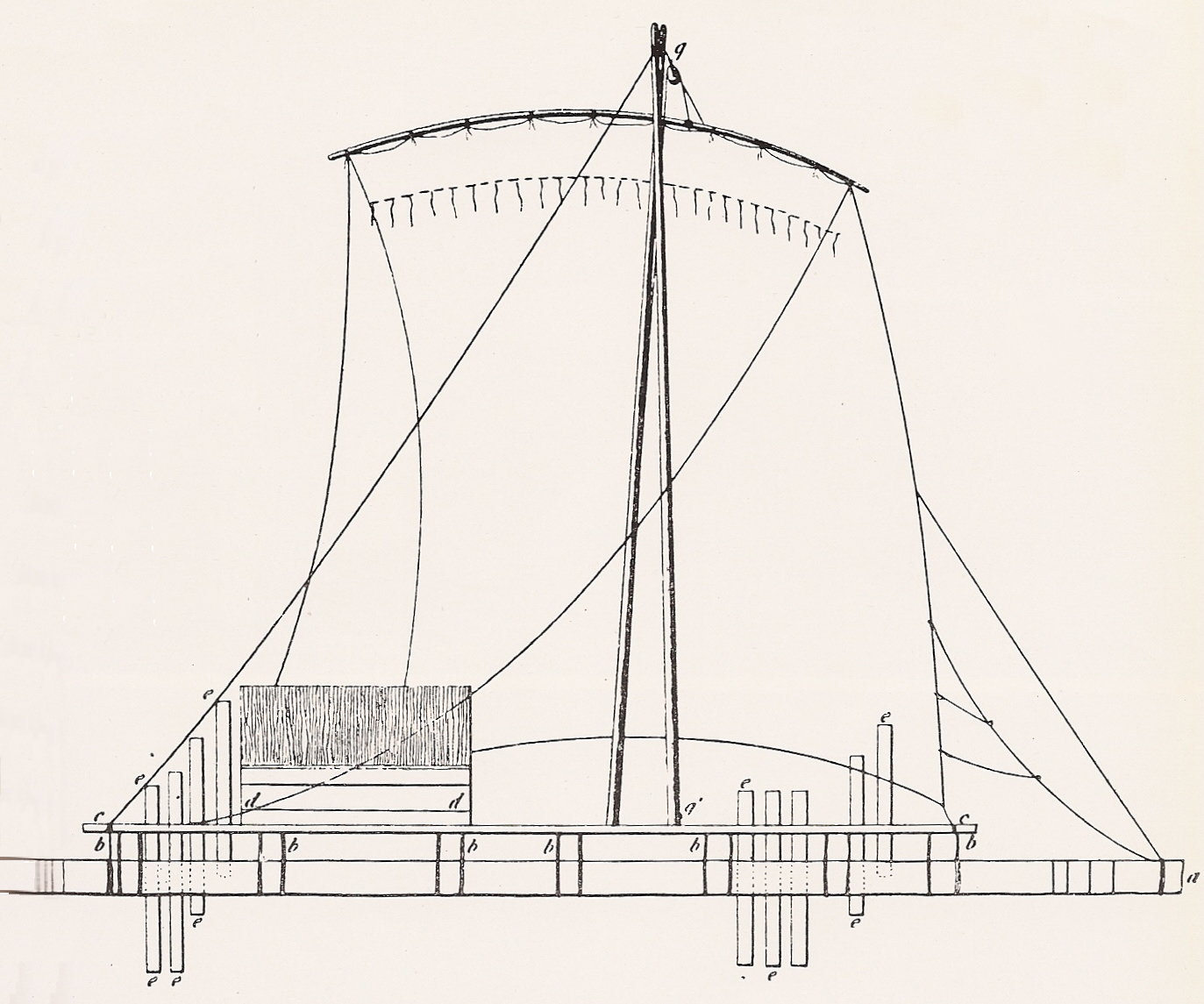
Bản vẽ của F. E. Paris (1841) về một chiếc bè của thổ dân tại Peru.

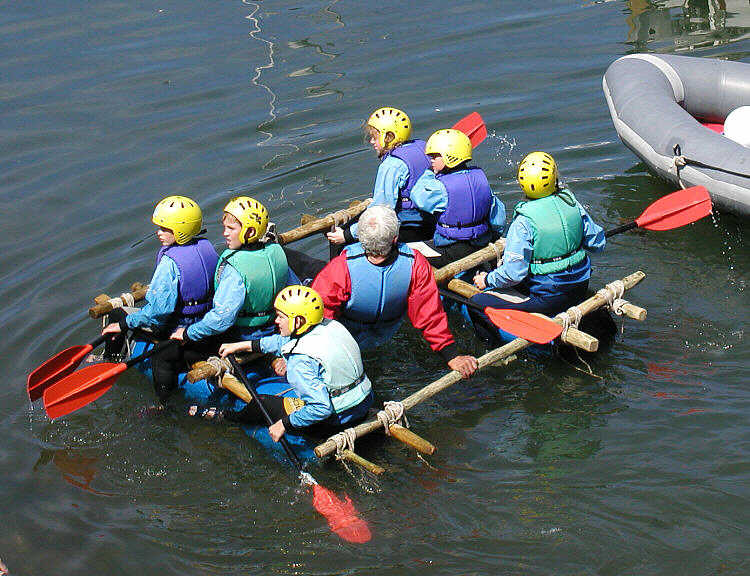
Một chiếc bè thử nghiệm do các học sinh tự chế, hình chụp tại cảng Brixham, Devon Nam, Anh. Chiếc bè được làm từ những cây cột gỗ, dây thừng và thùng phuy.

Những chiếc bè truyền thống được đóng từ gỗ hay sậy, còn các loại bè hiện đại có thể được ghép từ phao, thùng phuy hay những khối chất dẻo như polystyrene. Những chiếc bè bơm hơi có thể dùng những giàn khung nhiều lớp cao su hóa có độ bền cao. Tùy vào công năng và kích thước, bè có thể có thêm cột buồm, bánh lái và cấu trúc trên boong.
Bè chở gỗ được sử dụng để chuyên chở những khúc gỗ vừa mới bị đốn hạ về nơi chế biến. Loại bè này thật ra được làm từ chính những khúc gỗ bị đốn hạ, cụ thể những khúc gỗ này được cột lại với nhau thành những mảng lớn rồi cho thả trôi sông hoặc được tàu kéo về nhà máy chế biến. Phương pháp này hiện nay ít được dùng nhưng khá phổ biến từ giữa thế kỷ 20 trở về trước.
Những loại bè thể thao hay bè du lịch, giải trí hầu như là những loại không thể bơm hơi và được sản xuất từ những vật liệu dẻo để có thể lướt trên những vùng "nước trắng".

## "Bè" không do con người "chế tạo"
Trong sinh học, nhất là mảng địa sinh học đảo, những loại "bè" không có nguồn gốc từ con người là một khái niệm quan trọng. Những chiếc "bè" như vậy được "kết" từ những thảm thực vật bị bão, sóng thần, động đất hay nước triều đánh dạt vào bờ; trong thời điểm hiện nay chúng cũng bao hàm cả hàng hóa trôi dạt như các thùng côngtenơ làm bằng nhựa. Chúng cứ trôi nổi lềnh bềnh như vậy có thể trên một quãng đường cả ngàn cây số để rồi bị phân hủy, bị dạt vào bờ hay bị sóng biển đánh vỡ tan.
Những chiếc "bè" sinh học như vậy là phương tiện phát tán quan trọng của những động vật không biết bay. Đối với những loài thú, lưỡng cư và bò sát nhỏ cùng nhiều loài động vật không xương sống, những mẩu trôi nổi như thế là giá thể duy nhất để chúng bám vào và sinh sống trên biển khơi hay các đảo cho đến khi các phương tiện giao thông do con người chế tạo cung ứng những phương thức vận chuyển mới.